# Gnathagnus innotabilis
Gnathagnus innotabilis és una espècie de peix pertanyent a la família dels uranoscòpids.

## Descripció
- Pot arribar a fer 40 cm de llargària màxima.[4][5]

## Hàbitat
És un peix marí, demersal i de clima temperat que viu entre 80 i 500 m de fondària a la plataforma continental i el talús continental superior.

## Distribució geogràfica
Es troba al Pacífic sud-occidental: Austràlia (des de Nova Gal·les del Sud fins a Tasmània) i Nova Zelanda.

## Observacions
És inofensiu per als humans.